# Advances in Geometry
Advances in Geometry is een internationaal, aan collegiale toetsing onderworpen wetenschappelijk tijdschrift op het gebied van de wiskunde.
De naam wordt in literatuurverwijzingen meestal afgekort tot Adv. Geom.
Het wordt uitgegeven door Walter de Gruyter en verschijnt vier keer per jaar.
Het eerste nummer verscheen in 2001.